# Concert per a orquestra
Encara que un concert és generalment una obra musical per a un o més solistes acompanyats d'una orquestra, alguns compositors han escrit obres amb el títol aparentment contradictori de Concert per a orquestra. Aquest títol pretén subratllar el tractamen solista i virtuós d'alguns dels instruments o seccions orquestrals al llarg de l'obra.
El concert per a orquestra difereix de la simfonia concertant en el fet que no hi ha un instrument (o grup d'instruments) que faci el paper de solista durant tota l'obra.
Dins aquest gènere, el més conegut és el Concert per a orquestra de Béla Bartók (1943), encara que el títol s'havia utilitzat abans diverses vegades.

## Concerts per a orquestra (per ordre cronològic)
- Concert per a orquestra, op. 38 de Paul Hindemith (1925)[1]
- Concert per a orquestra, de Tadeusz Szeligowski (1930)
- Concert per a orquestra, de Gian Francesco Malipiero (1931)
- Concert filharmònic, de Paul Hindemith (1932)
- Concert per a orquestra en do major de Mario Pilati (1933)
- Concert per a orquestra de Walter Piston (1933)
- Concert per a orquestra de Zoltán Kodály (1939)
- Concert per a orquestra de Richard Mohaupt (1942-43)
- Concert per a orquestra de Béla Bartók (1943)
- Concert en re d'Ígor Stravinski (1946)
- Concert per a orquestra de corda de Grażyna Bacewicz (1948)
- Concert per a orquestra de corda d'Alan Rawsthorne (1949)
- Concert per a orquestra núm. 1 'Arevakal' , op. 88 d'Alan Hovhaness (1951)
- Concert per a orquestra núm. 7, op. 116 d'Alan Hovhaness (1953)
- Concert per a orquestra de Witold Lutoslawski (1950-54)
- Concert per a orquestra núm. 8, op. 117 d'Alan Hovhaness (1957)
- Concert per a orquestra de Guia Kantxeli (1961)
- Concert per a orquestra de Grażyna Bacewicz (1962)
- Concert per a orquestra de Michael Tippett (1962-63)
- Concert per a orquestra núm. 1, «Naughty Limerick», de Rodion Shchedrin (1963)
- Concert per a orquesta de Havergal Brian (1964)
- Concert per a orquestra de Robert Gerhard (1965)
- Concert per a orquestra op. 8 de Robin Holloway (1967)
- Concert per a orquesta de Thea Musgrave (1967)
- Concert per a orquestra d'Elliott Carter (1969)
- Concert per a orquesta de Anthony Payne (1974)
- Segon concert per a orquestra, op. 40 de Robin Holloway (1978)
- Concert per a orquestra de Roger Sessions (1979-81)
- Concert per a orquesta de Karel Husa (1986)
- Primer concert per a orquestra de Steven Stucky (1986-87)
- Concert per a orquestra de Leonard Bernstein (1986-89)
- Concert per a orquestra (Variacions sense tema) de Denys Bouliane (1985-95)
- Concert per a orquesta de Joan Tower (1991)
- Tercer concert per a orquestra, op. 80 de Robin Holloway (1981-94)
- Strathclyde Concerto núm. 10: concert per a orquestra de Peter Maxwell Davies (1996)
- Boston Concerto d'Elliott Carter (2002)
- Concert per a orquestra de Jennifer Higdon (2002)
- Concert per a orquestra, op. 81 de Lowell Liebermann (2002)
- Concert per a orquestra de Magnus Lindberg (2003)
- Segon concert per a orquesta de Steven Stucky (2003)
- Concert per a orquesta de David Horne (2003-04)
- Concerts per a orquestra de Milton Babbitt (2004)
- Concert per a orquestra d'Alejandro Argüello (2004-05)
- Quart concert per a orquestra, op. 101 de Robin Holloway (2004-06)
- Concert per a orquesta de Christopher Rouse (2007-2008)

A banda d'aquests, Goffredo Petrassi va fer del concert per a orquestra una especialitat, ja que en va escriure vuit entre els anys 1933 i 1972.